# Єспер Нюгольм
Єспер Нюгольм (швед. Jesper Nyholm, нар. 10 вересня 1993, Уппсала, Швеція) — шведський футболіст, центральний захисник клубу «Юргорден».

## Ігрова кар'єра
Єспер Нюгольм народився у місті Уппсала і з 2011 року є гравцем місцевого клубу «Сіріус», який на той момент грав у Першому дивізіоні. Але у 2013 році Нюгольм на правах оренди перейшов до іншого клубу з Уппсали - «Гамла Уппсала СК», який грав у Другому дивізіоні. А за рік футболіст підписав з клубом повноцінний контракт.
У 2015 році Нюгольм приєднався до клубу «Далькурд», з яким виграв турнір Першого дивізіону і піднявся до Супереттан. Там він привернув до себе увагу клубів Аллсвенскан і вже у 2017 приєднався до столичного АІКа. 
Сезон 2020 року Нюгольм розпочав у складі іншого клубу зі Стокгольма - чинного чемпіона «Юргордена», з яким взяв участь у кваліфікації до Ліги чемпіонів.

## Особисте життя
Мати Єспера Нюгольма філіппінка за походженням. У березні 2017 року футболіст отримав пропозицію від Федерації футболу Філіппін приєднатися до складу збірної цієї країни. Але Нюгольм відмовив, маючи сподівання в майбутньому стати гравцем збірної Швеції.